# Jujiro Matsuda
Jujiro Matsuda (松田 重次郎 Matsuda Jūjirō?, Hiroshima, 8 de agosto de 1875 –Ibidem,  27 de marzo de 1952) fue un empresario japonés, fundador de Mazda Motor Corporation.

## Biografía
Hijo de un pescador, Jujiro Matsuda nació en Hiroshima. Fue aprendiz de un herrero en Osaka a la edad de catorce años inventó la "bomba tipo Matsuda" en 1906. Más tarde, asumió la dirección de la fundición en la que fue aprendiz y cambió el nombre de la organización a "Matsuda Pump Partnership". Fue expulsado de su empresa, pero poco después fundó una fábrica de armamento llamada Matsuda Works. Matsuda alcánza el éxito de su incipiente empresa cuando logra ser proveedor del zar de Rusia, además de fabricar el fusil Tipo 99 para el ejército japonés.

## Toyo Kogyo y Mazda
En 1921, Jujiro Matsuda era un hombre rico gracias a sus negocios. Regresó a Hiroshima cuando se le pidió que asumiera la dirección del tambaleante fabricante de corcho artificial Toyo Cork Kogyo Co., Ltd. (東洋コルク工業株式会社 Tōyō Koruku Kōgyō Kabushiki Gaisha?) ( 東洋 コ ル ク 工業 株式会社, Tōyō Koruku Kōgyō Kabushiki Gaisha ), que fue puesto en suspensión de pagos por sus acreedores cuando el mercado de corcho artificial se secó tras el final de la Primera Guerra Mundial. El negocio del corcho no rentable cesó, y Matsuda se centró en la fabricación de herramientas. En 1931 supervisó la introducción del triciclo motorizado "Mazdago", fabricado en lo que ahora es la ciudad de Fuchū y la empresa, ahora conocida como Toyo Kogyo Co., Ltd. (東洋工業株式会社 Tōyō Kōgyō Kabushiki Gaisha?) ( 東洋 工業 株式会社, Tōyō Kōgyō Kabushiki Gaisha ), se centraría en la fabricación de vehículos de motor. 
La sede de Toyo Kogyo sufrió graves daños el 6 de agosto de 1945 tras el bombardeo de Hiroshima. La planta de la ciudad de Fuchū, ubicada a más de 5 kilómetros del epicentro de la explosión nuclear, quedó relativamente ilesa, y Matsuda ofreció su uso para la oficina de NHK en Hiroshima. 
Matsuda no fue acusado de ser conspirador de guerra, y un Toyo Kogyo revitalizado fue la principal fuerza detrás de la reparación de la economía dañada de Hiroshima después de la Segunda Guerra Mundial. En 1950, Toyo Kogyo dio inicio a un equipo de béisbol, el Hiroshima Carp . 
Su yerno adoptivo, Tsuneji Matsuda lo sucedió como presidente de Toyo Kogyo, y supervisó la expansión de su división de automóviles hasta 1979, cuando Ford Motor Company adquirió una participación del 25 % en Toyo Kogyo. 
La alianza con Ford llevó a la venta de acciones de la familia Matsuda y al cambio de Toyo Kogyo en Mazda Motor Corporation en 1984. La familia Matsuda todavía posee una participación mayoritaria en Hiroshima Toyo Carp . 
Matsuda murió el 27 de marzo de 1952. Por sus contribuciones a la prefectura de Hiroshima, una estatua de bronce de Jujiro Matsuda fue creada en 1965 por Onomichi, nativo de Hiroshima, escultor Katsuzou Entsuba y fue erigida en el Parque Hijiyama en Minami-ku, Hiroshima.